# Mariä Heimsuchung (Auersmacher)

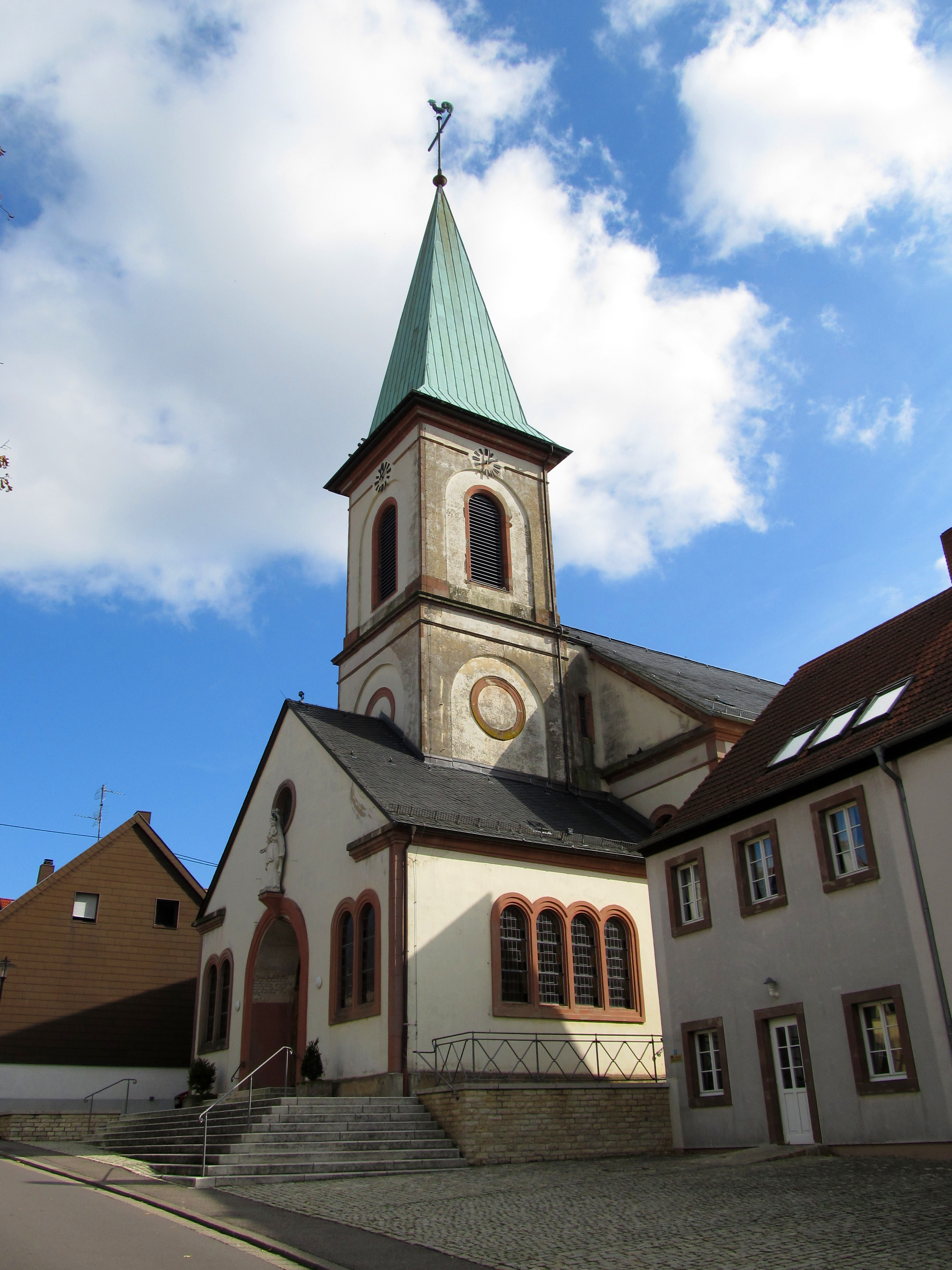
Die Pfarrkirche Mariä Heimsuchung in Auersmacher

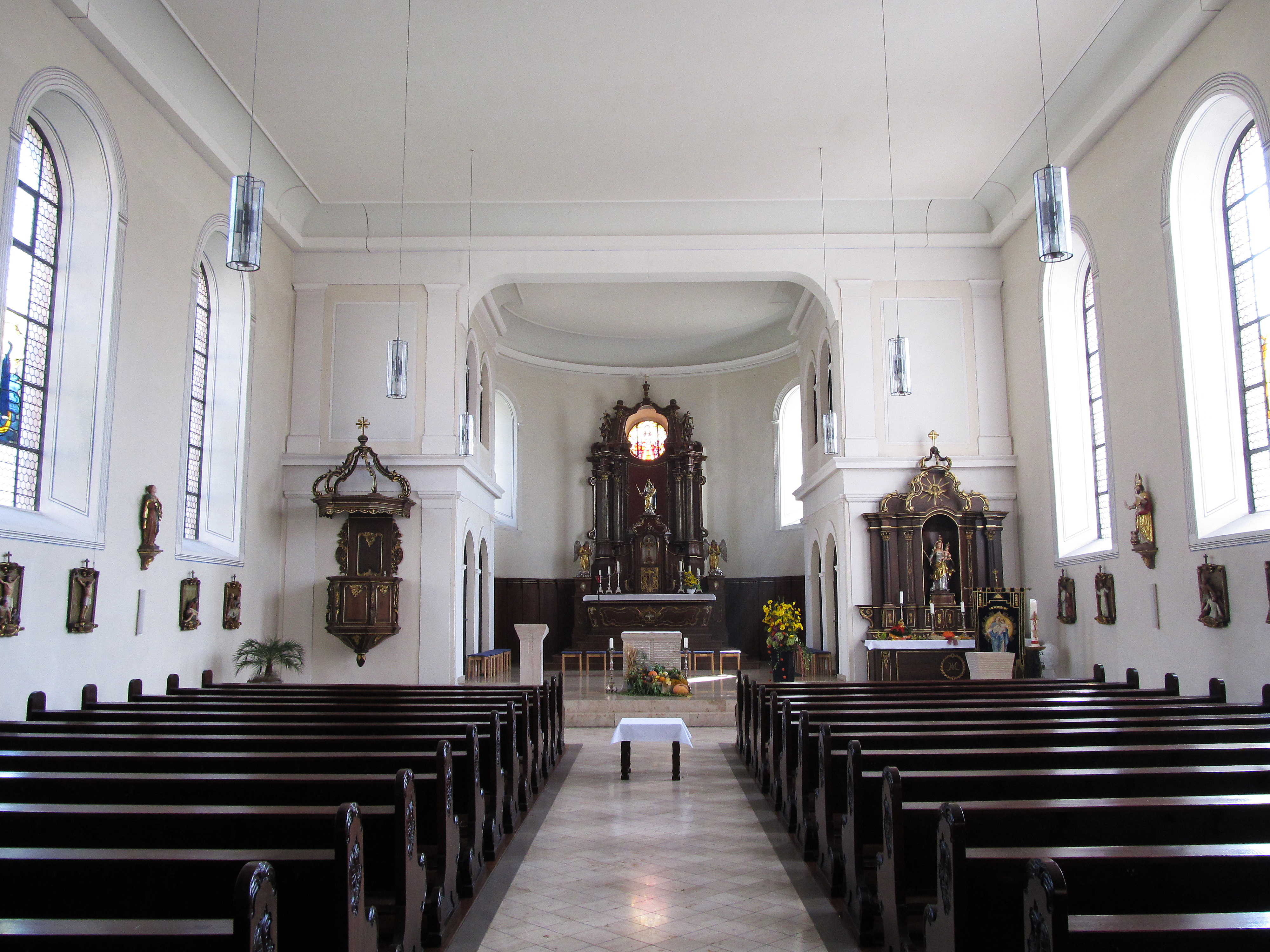
Blick ins Innere der Kirche

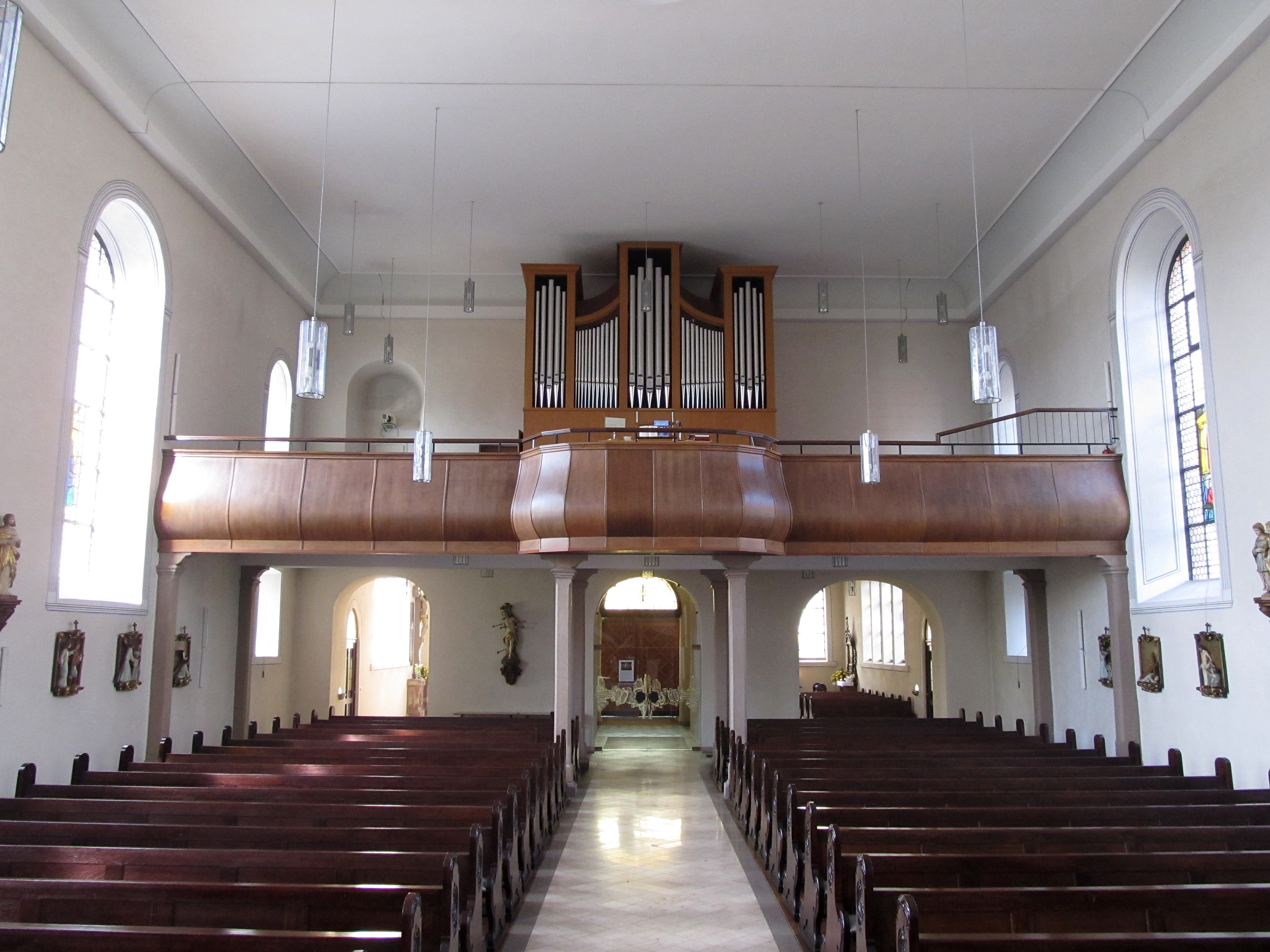
Blick vom Altarraum zur Orgelempore

Die Kirche Mariä Heimsuchung ist eine katholische Pfarrkirche in Auersmacher, einem Ortsteil der Gemeinde Kleinblittersdorf, Regionalverband Saarbrücken, Saarland. Sie ist der Geschichte aus dem Marienleben von der Begegnung mit Elisabet geweiht bzw. gewidmet. Patrozinium ist das Fest Mariä Heimsuchung (Visitatio Mariæ). In der Denkmalliste des Saarlandes ist die Kirche als Einzeldenkmal aufgeführt.

## Geschichte
Im Jahr 1729 wurde der Vorgängerbau der heutigen Kirche errichtet, der in der ersten Hälfte des 19. Jahrhunderts zu klein für die Pfarrgemeinde wurde. In den Jahren 1843–44 erfolgte der Bau einer neuen Kirche, nach Plänen des Architekten Kreisbaumeister Leonhard (St. Wendel). Für die Ausführung der Pläne zeichnete Zimmermeister Jost (Saarbrücken) verantwortlich.
Nach schwerer Beschädigung im Zweiten Weltkrieg wurde das Kirchengebäude 1953 wieder aufgebaut. Dabei wurde nach Plänen des Architekten Hansjakob Lill (München) der Bereich um den Turm umgebaut und durch Seitenkapellen erweitert.
Von 1998 bis 1999 sowie von 2001 bis 2003 wurde die Kirche Restaurierungs- bzw. Umbaumaßnahmen unterzogen, wobei das Architekturbüro Kraemer & Partner (Saarbrücken) für letztere Maßnahme zuständig war. 2005 erfolgte ein weiterer Umbau.

## Ausstattung
Im Inneren der Kirche gestalteten Holzbildhauer Johann Georg Lang (Oberammergau) und Holzschnitzer Bur (Dieblingen) 1957 den Hochaltar im Chor, mit Barock-Figuren der Muttergottes und des Herzens Jesu, flankiert von ebenfalls aus dem Barock stammenden Engeln. Von 1957 stammen außerdem der Marienaltar und die Kanzel seitlich des Altarraumes, die in den Jahren 2001 bis 2003, zusammen mit dem Hochaltar einer Restaurierung unterzogen wurden.
Glasmaler Peter Krämer (Gevelsberg) entwarf 1974 Kirchenfenster mit 8 Bildern aus dem Leben der Gottesmutter, die von der Firma Glaskunst Binsfeld (Trier) ausgeführt wurden. Altar, Ambo und Taufbecken wurden im Zuge der Restaurierungs- und Umbauarbeiten 2001 bis 2003 angefertigt. Weitere Ausstattungsgegenstände sind kleine Heiligenfiguren an den Wänden. Die beiden Beichtstühle wurden 1953 von der Firma Mettler angefertigt.
Zur Kirche gehört auch eine Gedenkkapelle für die Gefallenen der Pfarrei, die mit einem großen Kreuz aus Buntsandstein ausgestattet ist.

## Orgel
Die heutige Orgel stammt von der französischen Firma Willy Meurer, die das Instrument 1972 unter Verwendung von Teilen einer Stumm-Orgel von 1862 und einer Sebald-Orgel von 1952 in einem neuen Gehäuse erbaute. 2003 sollte die elektrische Spieltraktur mechanisiert werden und in diesem Zuge der angebaute Spielschrank zu einem freistehenden Spieltisch umgebaut werden. Zunächst wurde die Firma Walcker beauftragt, doch gab man allerdings nach einigen Problemen während des Umbaus und dem ungeklärten Verschwinden der ausgelagerten Prospektpfeifen den Auftrag weiter an die Firma Hugo Mayer, die einen neuen freistehenden Spieltisch inklusive mechanischer Spieltraktur baute, sowie die verschwundenen Prospektpfeifen durch neue ersetzte. Das Schleifladen-Instrument, das auf einer Empore aufgestellt ist, verfügt über 22 Register, verteilt auf 2 Manuale und Pedal. Die Spieltraktur ist mechanisch, die Registertraktur elektrisch. Die Disposition lautet wie folgt:
| I Hauptwerk C–g3 |                |     |
| 1.               | Quintade       | 16′ |
| 2.               | Principal      | 8′  |
| 3.               | Rohrflöte      | 8′  |
| 4.               | Gamba          | 8′  |
| 5.               | Octave         | 4′  |
| 6.               | Superoctave    | 2′  |
| 7.               | Sesquialter II |     |
| 8.               | Mixtur V       | 2′  |
| 9.               | Trompete       | 8′  |

| II Schwellwerk C–g3 |            |       |
| 10.                 | Gedackt    | 8′    |
| 11.                 | Salicional | 8′    |
| 12.                 | Principal  | 4′    |
| 13.                 | Gemshorn   | 2′    |
| 14.                 | Quinte     | 1 ⁄3′ |
| 15.                 | Zimbel IV  |       |
| 16.                 | Krummhorn  | 8′    |
|                     |            |       |
|                     | Tremulant  |       |

| Pedal C–f1 |             |     |
| 17.        | Subbass     | 16′ |
| 18.        | Octavbass   | 8′  |
| 19.        | Gedacktbass | 8′  |
| 20.        | Choralbass  | 4′  |
| 21.        | Bauernflöte | 2′  |
| 22.        | Fagott      | 16' |

- Koppeln: II/I, I/P, II/P
- Spielhilfen: 999 Setzerkombinationen, Crescendowalze